# Soner Çağaptay

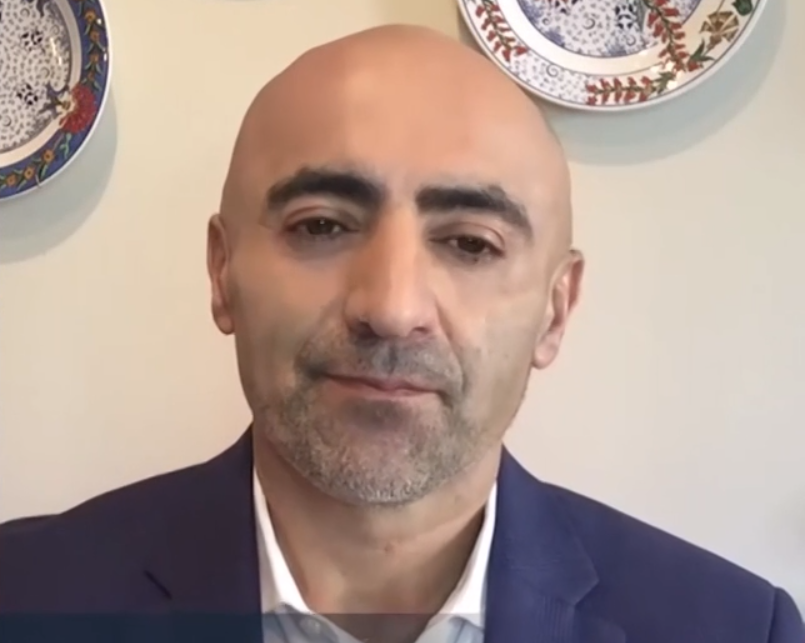
Soner Çağaptay

Soner Cagaptay (* 1970) ist türkischer Hochschullehrer und der Leiter des Turkish Research Program des Washington Institute for Near East Policy.

## Überblick
Er schreibt ausführlich über die US-türkischen Beziehungen, türkische Innenpolitik und den türkischen Nationalismus und publiziert regelmäßig in Fachzeitschriften und internationalen Printmedien, darunter Wall Street Journal, Washington Times, Los Angeles Times, International Herald Tribune, Jane's Defense Weekly und Newsweek Türkiye. Er ist auch regelmäßiger Kolumnist für Hürriyet, eine der ältesten und einflussreichsten Zeitungen, und tritt regelmäßig auf Fox News, CNN, NPR, Voice of America, Al-Jazeera, BBC, CNN-Turk und al-Hurra als Türkei-Experte auf.

## Leben
Çağaptay studierte zunächst an der Marmara-Universität und anschließend an der Bilkent-Universität in der Türkei, bevor er seine Doktorarbeit an der Yale University (2003) über den türkischen Nationalismus verfasste. In Yale und Princeton lehrte er über den Naher Osten, den Mittelmeerraum und Osteuropa. Sein Kurs über modernere türkische Geschichte im Frühjahr 2003 war das erste Kursangebot zu diesem Thema in Yale nach drei Jahrzehnten. Von 2006 bis 2007 war er Professor am Princeton University's Department of Near Eastern Studies. Anschließend war er als Gastprofessor an der Georgetown University's School of Foreign Service. Sein aktuelles Forschungsgebiet ist die Zukunft der Türkei als Verbündeter der USA, der soziale und politische Wandel unter der AKP-Regierung, die türkische Außenpolitik unter der AKP, der Beitritt der Türkei zur EU und die PKK und deren Infrastruktur in Europa. Er spricht Türkisch, Englisch, Deutsch, Französisch, Spanisch, Bosnisch, osmanisches Türkisch, Hebräisch und Aserbaidschanisch.

## Auszeichnungen
Dr. Cagaptay empfing zahlreiche Auszeichnungen, Stipendien und Lehrstühlen, unter ihnen die der Smith-Richardson-Foundation, Mellon-Foundation und Leylan Stipendien, sowie der Ertegun-Professurstelle in Princeton.

## Publikationen
- The New Sultan, July 2017.
- The Rise of Turkey, January 2014.
- Islam, Secularism, and Nationalism in Modern Turkey, January 2

## Artikel
- Artikel.

### Artikel in Deutscher Sprache
- Der Macho-Mann am Bosporus (Memento vom 1. Februar 2010 im Internet Archive)
- Ein Tuch, das Trennt
- Ein todlicher Stolperstein namens PKK